# Вышино (Тверская область)
Вышино — деревня в Рамешковском районе Тверской области.

## География
Находится в восточной части Тверской области на расстоянии приблизительно 32 км на юго-восток по прямой от районного центра поселка Рамешки.

## История
В 1859 году в русской, помещичьей деревне Вышина было 7 дворов, в 1887-10. В советское время работали колхозы им. Молотова, «Волна пролетарской революции» и «Ильич». В 2001 году в деревне 1 дом местных жителей и 3 дома — собственность наследников и дачников. До 2021 входила в сельское поселение Ильгощи Рамешковского района до их упразднения.

## Население
Численность населения: 34 человека (1858 год), 49 (1887), 5 (1989), 4 (русские 100 %) в 2002 году, 1 в 2010.